# 마르틴 라케메이에르

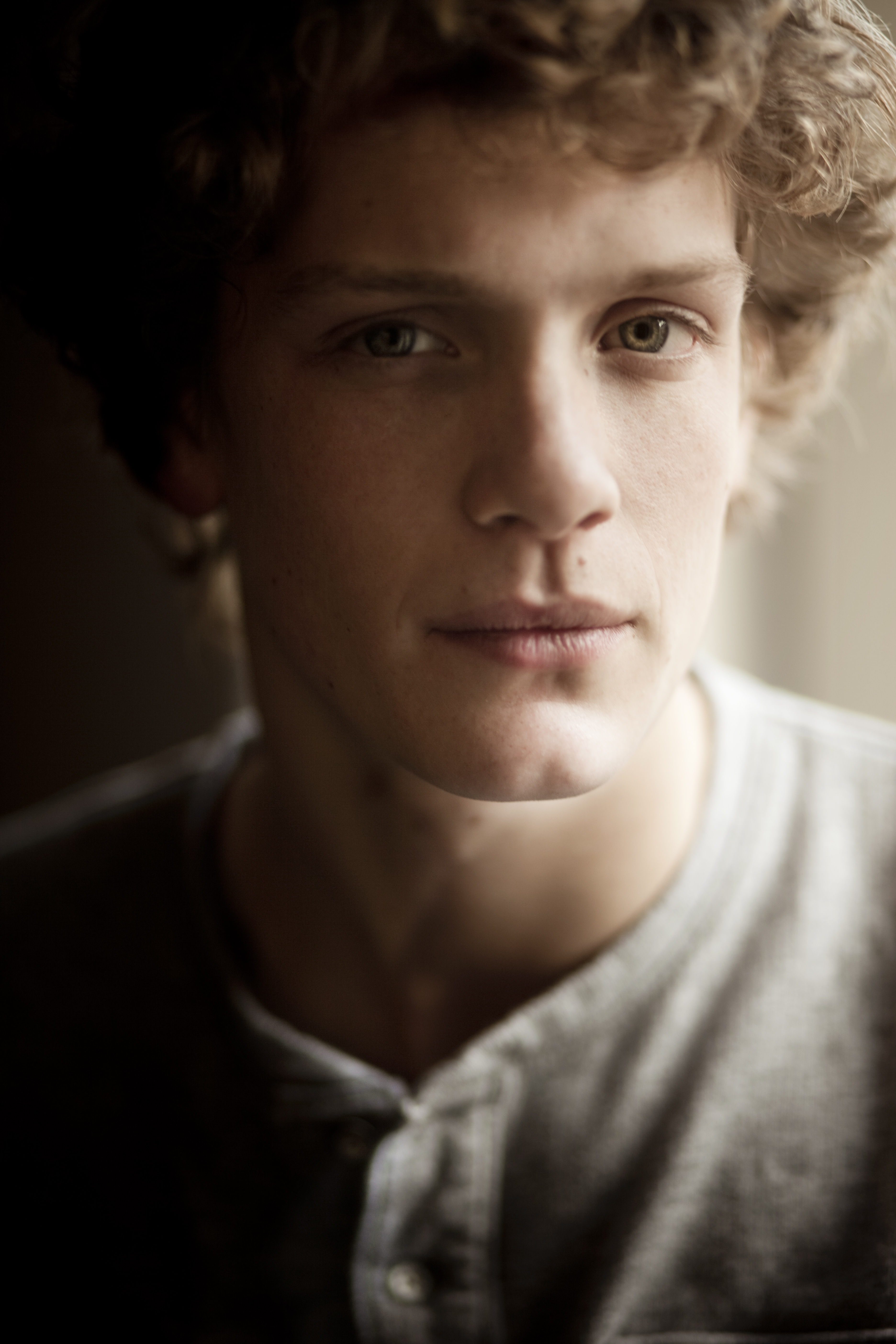

마르테인 라케메이어르(Martijn Lakemeier, 1993년 9월 17일 ~ )는 네덜란드 왕국의 배우, 텔레비전 배우, 영화배우이다.

## 영화
- 투 더 탑 (2017년)
- 시간을 달려서 (2015년)
- 취리히 (2015년)
- 모든 것이 적막한 (2013년)
- 위 워 울브스 (2012년)
- 소니 보이 (2011년)
- 전시의 겨울 (2008년)